# Aeroportul Municipal Gordonsville
Aeroportul Municipal Gordonsville (IATA: GVE, ICAO: KGVE, FAA LID: GVE) este un aeroport din Virginia, Statele Unite ale Americii.
Situat la o altitudine de 138,3792 m, aeroportul dispune de 1 pistă.

## Infrastructură

### Piste
Aeroportul dispune de o singură pistă. Pista 05/23 are suprafața de asfalt și dimensiunile 2.300 picioare × 40 picioare. 